# GITEX
GITEX або Gulf Information Technology Exhibition (укр. Виставка інформаційних технологій Gulf)  — щорічне торгове шоу комп'ютерних технологій та побутової електроніки, що проводиться в Об'єднананих Арабських Еміратах у місті Дубай. Є найбільшою такою виставкою у регіоні Близького Сходу, Північної Африки та Південної Азії.

## Майбутня виставка
Наступний GITEX буде проводитись 20 —24 жовтня 2013 року.